# Dekapitalizacja
Dekapitalizacja - proces zmniejszania się wartości środków trwałych w sytuacji, gdy fizycznemu ich zużyciu nie towarzyszą dostatecznie duże inwestycje, uzupełniające na bieżąco ubytki.